# Isekai Munchkin: HP 1 no Mama de Saikyō Saisoku Danjon Kōryaku
Isekai Munchkin: HP 1 no Mama de Saikyō Saisoku Danjon Kōryaku (異世界マンチキン ―HP1のままで最強最速ダンジョン攻略―?) es una serie de manga japonesa escrita por Yū Shimizu e ilustrada por Makoto Aogiri. Se publica en línea a través del servicio de manga Suiyōbi no Sirius de Kōdansha, con sede en Niconico, desde febrero de 2019 y se ha recopilado en once volúmenes tankōbon. Una adaptación televisiva al anime, producida por Durandal, se estrenará en octubre de 2025.

## Personajes
Yukito Kirihara (桐原ユキト Kirihara Yukito?)
 Seiyū: Kazuki Ura
Charlotte R. Brownia (シャルロッテ・R・ブラウニア Sharurotte R. Buraunia?)
 Seiyū: Kana Yūki
Lumilia Sherwood (ルミリア・シャーウッド Rumiria Shāuddo?)
 Seiyū: Yui Ishikawa
Liverna Dark (リヴェルナ・ダーク Riveruna Dāku?)
 Seiyū: Kaori Maeda
Sana Kirihara (桐原佐奈 Kirihara Sana?)
 Seiyū: Hika Tsukishiro
Rocinante (ロシナンテ Roshinante?)
 Seiyū: Fukushi Ochiai
Managarmr (マーナガルム Mānagarumu?)
 Seiyū: Ayasa Itō
Nephilia Curse (ネフィリア・カース Nefiria Kāsu?)
 Seiyū: Yoko Hikasa
Narrador (世界書／ナレーション Sekai-sho / Narēshon?)
 Seiyū: Anri Katsu

## Contenido de la obra

### Manga
Isekai Munchkin: HP 1 no Mama de Saikyō Saisoku Danjon Kōryaku está escrita por Yū Shimizu e ilustrada por Makoto Aogiriy y comenzó a serializarse en el servicio de manga Suiyōbi no Sirius basado en Niconico de Kōdansha el 5 de febrero de 2019. Sus capítulos se han recopilado en once volúmenes tankōbon hasta noviembre de 2024.
| Volúmenes de manga publicados | Volúmenes de manga publicados | Volúmenes de manga publicados |
| Número                        | Fecha de lanzamiento          | ISBN                          |
| ----------------------------- | ----------------------------- | ----------------------------- |
| 1                             | 9 de septiembre de 2019       | ISBN 978-4-06-516830-1        |
| 2                             | 9 de abril de 2020            | ISBN 978-4-06-519138-5        |
| 3                             | 9 de octubre de 2020          | ISBN 978-4-06-520989-9        |
| 4                             | 7 de mayo de 2021             | ISBN 978-4-06-523349-8        |
| 5                             | 9 de noviembre de 2021        | ISBN 978-4-06-525865-1        |
| 6                             | 9 de mayo de 2022             | ISBN 978-4-06-527821-5        |
| 7                             | 9 de noviembre de 2022        | ISBN 978-4-06-529773-5        |
| 8                             | 9 de mayo de 2023             | ISBN 978-4-06-531718-1        |
| 9                             | 9 de noviembre de 2023        | ISBN 978-4-06-533706-6        |
| 10                            | 9 de mayo de 2024             | ISBN 978-4-06-535645-6        |
| 11                            | 8 de noviembre de 2024        | ISBN 978-4-06-537396-5        |

### Anime
Se anunció una adaptación a serie de televisión de anime el 6 de noviembre de 2024. La serie es producida por Durandal y dirigida por Kei Yoshimizu y Naoya Fukushi, con Mamoru Yokota diseñando los personajes junto con Yui Katō mientras también se desempeña como director general, Hiroshi Hosokawa manejando la composición de la serie y Asami Tachibana componiendo la música. Su estreno está previsto para octubre de 2025. Crunchyroll obtuvo la licencia de la serie en América del Norte, América Central, América del Sur, Europa, África del Norte, Oceanía, Oriente Medio e India.